# 아이스테이션 T43 II
아이스테이션 T43 II(i-STATION T43 II)는 아이스테이션이 2008년에 출시한 포터블 미디어 플레이어이다.

## 같이 보기
- 아이스테이션 T43